# Jásznigi Sándor
Jásznigi Sándor, írói álneve: Oskar von Krücken (Privigye, 1861. június 14. – Budapest, 1926. április 14.) író, újságíró, műfordító, lapszerkesztő.

## Élete
Jászniger (Jassniger) Gábor (1830–1908) szabósegéd és Bock Rozália fia. Édesanyját korán elvesztette, apja többször újranősült. Középiskoláit Trencsénben, egyetemi tanulmányait budapesti és bécsi egyetemeken végezte. 1891-ig Bécsben tartózkodott, utána felváltva Berlinben és Budapesten élt. Különösen a magyar szépirodalmi munkákat ismertette meg német fordításban a külfölddel. 1885 és 1896 között Jókai Mór regényeinek és elbeszéléseinek fordítását közölte osztrák és német lapokban, de Beniczkyné Bajza Lenke, Csiky Gergely, Mikszáth Kálmán és Sziklay János műveit is nagy számban jelentette meg.
Több ausztriai és németországi hírlap munkatársa volt. A fordításokon kívül irodalomtörténeti cikkeket is írt. Az 1883-ban alapított Auf der Höhe című nemzetközi folyóiratban Magyarországot képviselte. Ettől kezdve bécsi és berlini politikai napilapoknál is nagy munkásságot fejtett ki. Sacher Masoch több beszédét fordította magyarra. Német írónők műveit ismertette a Magyar Bazárban, az Ország-Világban, de írt a Magyar Szemlébe és az Egyetértésbe is. 1918-ban kiadta Das Geistige Ungarn címmel Magyarország íróinak, tudósainak és művészeinek életrajzi lexikonját. Alapítótagja volt a Nemzeti Szalon képzőművészeti egyesületnek.

## Családja
Felesége Lichtner Anna (1862–1921) volt, akivel 1897. augusztus 14-én Budapesten, az Erzsébetvárosban kötött házasságot.

## Műfordításai
- Gondolj a halálra (regény, Budapest, 1883., előbb az Európa című regény-folyóiratban)
- Sie ist es (Beniczkyné Bajza Lenke regénye, Bécs, 1888)
- Die Dame mit den Meeraugen (Jókai Mór A tengerszemű hölgy című regénye, Berlin, 1890)
- Vereint (novellák, Berlin, 1893)
- Ein ärztlicher Faust (Bródy Sándor Faust orvos című műve, Berlin, 1893-1896)
- Von Éva's Stamm (Ungarische Erzählungen, Berlin, 1893)
- Liebe. Lust und Leid (Beniczkyné Bajza Lenke novellái, két kötet, Berlin, 1893)
- Rang und Geld (Beniczkyné Bajza Lenke regénye, Berlin, 1894)
- Die Rache (novellák, Berlin, 1894)
- Menschen, Damen aus dem Leben (novellák, Berlin, 1894)
- Frau Leutenant und andere Humoresken (Herczeg Ferenc rajzai és beszédei, Berlin, 1894)
- Auf sündigen Pfaden (Berlin, 1894)
- Junges Blut (Berlin, 1896)
- St. Peter's Regenschirm (Mikszáth Kálmán Szent Péter esernyője című regénye, Berlin, 1896; előbb a bécsi Freie Pressében)
- Zwischen zwei Frauen (regény, Berlin, 1896. Különnyomat a Deutsches Heimből)
- Fatum (Margitai Dezső regénye, Berlin, 1896)
- Lavina (Pekár Gyula regénye, Berlin, 1896)
- Zwei Ehen (Jókai Mór Tégy jót című regénye, Stuttgart, 1896)
- Die Missethaten eines ehrlichen Mannes (Jókai Mór De kár megvénülni című regénye, Stuttgart, 1896)